# Rewera Stanisławów
Rewera Stanisławów (oficjalna nazwa: Wojskowo-Cywilny Klub Sportowy „Rewera” Stanisławów) – nieistniejący polski klub piłkarski (później wielosekcyjny sportowy) założony w Stanisławowie.

## Historia
Chronologia nazw:
- 1908–1936: SKS „Rewera” Stanisławów
- 1936–1939: WCKS „Rewera” Stanisławów

Jeden z pierwszych w historii zespołów piłkarskich utworzonych przez Polaków na ziemiach polskich. Powstał w 1908. Jego nazwa pochodziła od przydomku Stanisława Potockiego (ojca założyciela miasta – Andrzeja Potockiego), a z łacińskiego zwrotu „re vera” można ją przetłumaczyć na język polski, jako „w rzeczy samej”.
"Rewera" swój pierwszy udokumentowany mecz w historii rozegrała 20 czerwca 1909 we Lwowie z zawodnikami miejscowego klubu „Czarny” (drużyna rezerw), przegrywając 1:4. Przed I wojną światową klub był członkiem Österreichischer Fußball-Bund i grał w Mistrzostwach Galicji w klasie II-A.
Zespół piłkarski nigdy nie zakwalifikował się do rozgrywek polskiej ekstraklasy, a jego największym sukcesem okazało się wywalczenie wicemistrzostwa lwowskiego OZPN w sezonie 1928 po przegraniu barażów z Polonią Przemyśl (0:3, 3:1 i 2:4) oraz (po 1933) wielokrotne mistrzostwo ligi okręgowej Stanisławowskiego OZPN. Liga okręgowa (było ich kilkanaście) była wtedy druga po ekstraklasie.
W 1934 Rewera dotarła do drugiego poziomu (półfinałów) gier barażowych o awans do I ligi, przegrywając w dwumeczu (1:0 w Stanisławowie i 0:5 w Świętochłowicach) ze Śląskiem Świętochłowice.
W 1938 w rywalizacji o I ligę z pierwszą drużyną grupy śląskiej Dębem Katowice (2:2, 1:6), grupy małopolskiej Garbarnią Kraków (1:7, 1:4) oraz grupy lwowskiej Czarnymi Lwów (1:0, 0:2) niestety okazali się przegranymi.
W 1939 w sierpniu odbył się w Stanisławowie mecz piłki nożnej o Puchar Prezydenta Rzeczypospolitej Ignacego Mościckiego pomiędzy Stanisławowem a Lwowem. Trenerem drużyny stanisławowskiej był czeski szkoleniowiec o nazwisku Boder, kierownikiem sekcji piłki nożnej był Wiktor Rodowicz (ojciec Maryli) – pracownik Firmy Pawłowski i spółka przy ulicy Sapieżyńskiej. Skarbnikiem był sierżant 48 PP Pan Pieszko.
Na skutek wybuchu II wojny światowej – działalność klubu została zawieszona, zaś po jej zakończeniu już nigdy go nie reaktywowano (w 1945 – w wyniku konferencji teherańskiej – Stanisławów znalazł się bowiem w granicach ZSRR).

## Sukcesy

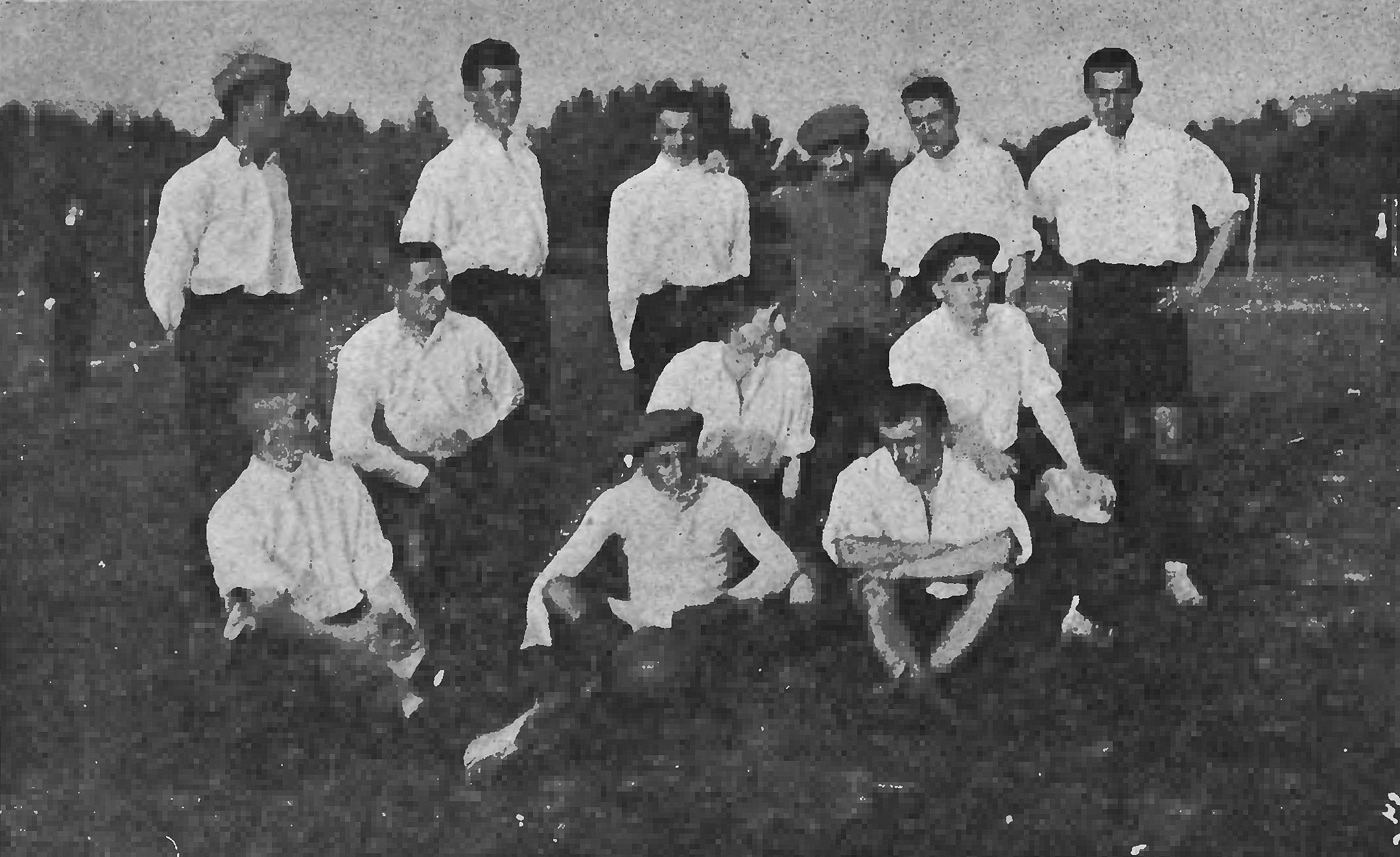
Drużyna Rewery Stanisławów w 1909

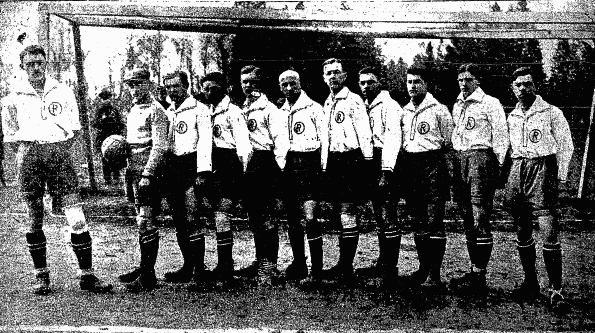
Drużyna Rewery Stanisławów w 1922

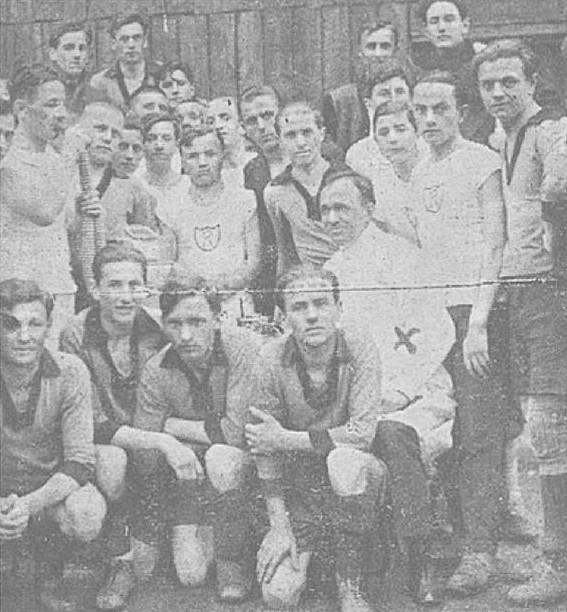
Drużyna KS Revera (1928)

- półfinał eliminacji do Ligi: 1934.
- Mistrz Klasy A Lwowskiego OZPN: 1931.
- Mistrz ligi okręgowej Stanisławowskiego OZPN: 1934, 1935, 1936/37, 1937/38.

## Poszczególne sezony
| Sezon     | Rozgrywki ligowe                    | Rozgrywki ligowe                                 | Rozgrywki ligowe                    | Uwagi                                                            |
| Sezon     | Liga                                | Liga                                             | Miejsce                             | Uwagi                                                            |
| --------- | ----------------------------------- | ------------------------------------------------ | ----------------------------------- | ---------------------------------------------------------------- |
| 1921      | III                                 | Klasa B (Lwowski OZPN)                           |                                     |                                                                  |
| 1922      | II                                  | Klasa A (Lwowski OZPN)                           | 5/5                                 |                                                                  |
| 1923      | II                                  | Klasa A (Lwowski OZPN)                           | 6/6                                 |                                                                  |
| 1924      | II                                  | Klasa A (Lwowski OZPN)                           | 6/6                                 |                                                                  |
| 1925      | III                                 | Klasa B (Lwowski OZPN, gr. Stanisławów-Tarnopol) | 1                                   | Uczestnictwo w finale lwowskiej Klasy B.                         |
| 1926      | III                                 | Klasa B (Lwowski OZPN, gr. Stanisławów)          |                                     |                                                                  |
| 1927      | klub nie uczestniczył w rozgrywkach | klub nie uczestniczył w rozgrywkach              | klub nie uczestniczył w rozgrywkach | klub nie uczestniczył w rozgrywkach                              |
| 1928      | II                                  | Klasa A (Lwowski OZPN, gr. II)                   | 1/5                                 | 2. miejsce w finale Klasy A                                      |
| 1929      | II                                  | Klasa A (Lwowski OZPN, gr. II)                   | 4/5                                 |                                                                  |
| 1930      | II                                  | Klasa A (Lwowski OZPN)                           | 4/9                                 |                                                                  |
| 1931      | II                                  | Klasa A (Lwowski OZPN)                           | 1/8                                 | 2. miejsce w grupie IV eliminacji do Ligi.                       |
| 1932      | II                                  | Klasa A (Lwowski OZPN, gr. II)                   | 1/7                                 | 2. miejsce w finale lwowskiej Klasy A.                           |
| 1933      | II                                  | Klasa A (Lwowski OZPN, gr. II)                   | 5/7                                 |                                                                  |
| 1934      | II                                  | Klasa A (Stanisławowski OZPN)                    | 1                                   | 1. miejsce w grupie III eliminacji do Ligi, porażka w półfinale. |
| 1935      | II                                  | Liga okręgowa (Stanisławowski OZPN)              | 1                                   | 3. miejsce w grupie III eliminacji do Ligi.                      |
| 1936      | II                                  | Liga okręgowa (Stanisławowski OZPN)              |                                     |                                                                  |
| 1936/1937 | II                                  | Liga okręgowa (Stanisławowski OZPN)              | 1                                   | 4. miejsce w grupie III eliminacji do Ligi.                      |
| 1937/1938 | II                                  | Liga okręgowa (Stanisławowski OZPN)              | 1                                   | 4. miejsce w grupie III eliminacji do Ligi.                      |
| 1938/1939 | II                                  | Liga okręgowa (Stanisławowski OZPN)              | 2/8                                 |                                                                  |
| 1939/1940 | brak danych                         | brak danych                                      | brak danych                         | brak danych                                                      |

## Znani piłkarze
- Sylwester Bartkiewicz

## Inne
- Czornohora-Nika Iwano-Frankiwsk
- Prykarpattia Iwano-Frankiwsk
- Spartak Iwano-Frankiwsk
- Strzelec Górka Stanisławów
- Prołom Stanisławów